# Amerigo Tot (film)
Amerigo Tot è un cortometraggio del 1969 diretto da Zoltán Huszárik e basato sulla vita dell'artista ungherese Amerigo Tot.

## Produzione
Il film è stato girato nel 1969, lo stesso anno in cui Huszárik aveva diretto un altro cortometraggio, lo sperimentale Capriccio per i Balázs Béla Stúdió.

## Distribuzione
Il film - un cortometraggio di diciotto minuti - uscì in Ungheria nel 1969.